# Ács Norbert
Ács Norbert (1975Szolnok-) magyar színművész, bábművész.

## Életpályája
1975-ben született. A salgótarjáni Bolyai János Gimnáziumban érettségizett. Egyik alapítója a pécsi Janus Egyetemi Színpadnak. Előbb történelem-művelődési menedzser szakon tanult, majd 2000-2004 között a Színház- és Filmművészeti Egyetem bábszínész szakos hallgatója volt. 2004-től a Budapest Bábszínház tagja. 2017-től a Színház- és Filmművészeti Egyetem doktori iskolájának hallgatója volt, mellette az intézmény oktatója. 2019-ben DLA fokozatot szerzett. Szinkronizálással is foglalkozik.

## Fontosabb színházi munkái
- Dagadt Henrik Eskildsen - Gimesi Dóra-Janne Teller: Semmi (rendező: Hoffer Károly)
- Pettson - Sven Nordqvist-Fekete Ádám: Pettson és Findusz (rendező: Bereczki Csilla)
- Egérkirály - P. I. Csajkovszkij: Diótörő (rendező: Szőnyi Kató, Meczner János)
- Lucifer - Madách Imre: Az ember tragédiája (rendező: Garas Dezső)
- Argan, a képzelt beteg - Molière: A képzelt beteg (rendező: Alföldi Róbert)
- Pete, Ben apukája - David Walliams: Gengszter nagyi (rendező: Hoffer Károly)
- Tukánok, Pista bácsi, Elefánt - Gingalló (rendező: Ellinger Edina)
- Antonio, Prospero öccse, a milánói trón bitorlója - William Shakespeare: A vihar (rendező: Szikszai Rémusz)
- Vasgyúró - Szálinger Balázs: Fehérlófia (rendező: Veres András)
- Kormányzó (Georgi Abasvili), Tejárus, Lavrenti, Harmadik Vértes, Első Ügyvéd - Bertolt Brecht-Paul Dessau: A kaukázusi krétakör (rendező: Vidovszky György)
- Schultz úr - Masteroff-Kander-Ebb: Kabaré (rendező: Alföldi Róbert)
- Apa - Jeli Viktória-Tasnádi István: Rozi az égen (rendező: Tengely Gábor)
- Faust - Goethe: Faust I-II. (rendező: Balázs Zoltán)
- Apa - Oscar Wilde-Gerevich András: Csillagfiú (rendező: Tengely Gábor)
- Truffaldino - Carlo Gozzi-Heltai Jenő: A szarvaskirály (rendező: Balogh Géza)
- Zeusz - Homérosz-Garaczi László: Odüsszeusz (rendező: Valló Péter)
- Ede bácsi, Ecetvári Eduárd - Bálint Ágnes: Egy egér naplója (rendező: Lénárt András)
- Szegény Dzsoni - Lázár Ervin: Szegény Dzsoni és Árnika (rendező: Lengyel Pál)
- Pribék - Vörös Róbert: Sade márki 120 napja (rendező: Alföldi Róbert)
- Jan Potocki: Parádé (rendező: Wieslaw Czolpinski)
- Vackor - William Shakespeare: Szentivánéji álom (rendező: Josef Krofta)
- Hook kapitány, Báró - J. M. Barrie-Háy János: Pán Péter (rendező: Kovács Géza)
- Paszomány kapitány és mások - Alfred Jarry: Übü király és a magyarok (rendező: Kiss Csaba)
- Christian Morgenstern: Bitódalok (rendező: Veres András)
- Gazda, Francia király - Petőfi Sándor: János vitéz (rendező: Urbán Gyula)
- Férfi, Vízilulu, Fekete tündér - Caryl Churchill: Az iglic (rendező: Tengely Gábor)
- Náthás angol költő - Presser Gábor-Varró Dániel: Túl a Maszat-hegyen (rendező: Kovács Géza)
- Oidipusz-karantén (rendező: Veres András)
- Kroki, prózai udvari bolond - Szabó Borbála-Varró Dániel: Líra és Epika (rendező: Mácsai Pál)
- Marke király - Márton László: Trisztán és Izolda (rendező: Csizmadia Tibor)
- Csizmás kandúr - Charles Perrault-Nagy Viktória Éva-Schneider Jankó: Csizmás kandúr (rendező: Schneider Jankó)
- A Színház- és Filmművészeti Egyetemen: Mesélő - Kenneth Grahame-Alan Bennett: Szellő a füzesben (rendező Czajlik József)
- Csipkerózsika - Grimm testvérek-Rumi László: Csipkerózsika (rendező: Rumi László)
- Vindice - Cyril Tourner: A bosszúálló tragédiája (rendező: Alföldi Róbert)
- Carlo Goldoni: A hazug (rendező: Fodor Tamás)
- A Nemzeti Színházban:  Weöres Sándor: Holdbéli csónakos (rendező: Valló Péter)
- A Gárdonyi Géza Színházban:  Gaston - Arnold Wesker: A konyha (rendező: Máté Gábor)
- A Janus Egyetemi Színházban:  Rosanna Claterda: Albérleti színjáték (rendező: Szabó Máté)
- Hétvége (rendező: Szabó Máté)
- Én, Kassák Lajos (rendező: Tóth András Ernő)
- A Pécsi Nemzeti Színházban:
- Egy másik történet (rendező: Szabó Máté);
- Wendauer - Molnár Ferenc: A Pál utcai fiúk (rendező: Soós Péter)
- A Szkéné Színházban:
- Mikó Csaba: Előjáték (rendező: Szabó Attila)
- A Vaskakas Bábszínházban:
- 1000+1 éjszaka meséi (rendező: Ujvári Janka)
- Faluturisták (Kisharsány - Ördögkatlan Fesztivál)
- Gyárturisták (Zsolnay Kulturális Negyed)

## Filmes és televíziós szerepei
- Jelenetek a szökésből (Tv játék 1999)
- A hídember (2002)
- Született lúzer (2008)
- Jóban Rosszban (2014)
- Aranyélet (2016)
- Mintaapák (2020)
- A hentes (2021)
- A tanár (2021)
- A besúgó (2022)
- Apatigris (2023)
- Valami madarak (2023)
- Hunyadi (2025)

## Díjai és kitüntetései
- Blattner Géza-díj (2012)
- Havas-B. Kiss-díj (2009)